# Lotus (illa d'Alaska)
Lotus és una petita illa deshabitada de les illes Semichi, un subgrup de les illes Near, a l'extrem occidental de les illes Aleutianes, al sud-oest d'Alaska. Es troba entre les illes Nizki i Shemya i fa tan sols 320 metres de llargada.